# ARC Ratings
ARC Ratings, SA (ARC Ratings) es una agencia internacional de calificación de riesgos con sede en Lisboa y oficinas en Londres, Johannesburgo, Harare, Lagos, Londres, Kuala Lumpur, Malé, Mumbai, Nairobi, París y São Paulo.
ARC Ratings fue fundada en 1988, como Companhia Portuguesa de Rating (CPR). El 7 de noviembre de 2013, CPR se convirtió en ARC Ratings, como empresa conjunta entre la Sociedade de Avaliação Estratégica e Risco, Lda (SaeR) de Portugal, Credit Analysis and Research Limited (CARE) de India, Global Credit Rating Company Limited (GCR) de Sudáfrica, la Malaysian Rating Corporation Berhad (MARC) de Malasia y el Grupo de Calificación SR Rating Group de Brasil.
ARC Rating es un índice alternativo al "Big Three", el índice más importante de crédito global que valora las agencias.